# Portland (Dakota del Norte)
Portland es una ciudad ubicada en el condado de Traill en el estado estadounidense de Dakota del Norte. En el censo de 2010 tenía una población de 606 habitantes y una densidad poblacional de 272,38 personas por km².

## Geografía
Portland se encuentra ubicada en las coordenadas 47°29′58″N 97°22′10″O / 47.49944, -97.36944. Según la Oficina del Censo de los Estados Unidos, Portland tiene una superficie total de 2.22 km², de la cual 2.22 km² corresponden a tierra firme y (0%) 0 km² es agua.

## Demografía
Según el censo de 2010, había 606 personas residiendo en Portland. La densidad de población era de 272,38 hab./km². De los 606 habitantes, Portland estaba compuesto por el 95.05% blancos, el 0.66% eran afroamericanos, el 1.49% eran amerindios, el 0.5% eran asiáticos, el 0% eran isleños del Pacífico, el 1.32% eran de otras razas y el 0.99% pertenecían a dos o más razas. Del total de la población el 2.64% eran hispanos o latinos de cualquier raza.